# Данска на Европском првенству у атлетици у дворани 1971.
Данска је учествовала на 2. Европском првенству у дворани 1971 одржаном у Софији, Бугарска, 13. и 14. марта. Репрезентацију Данске у њеном другом учешћу на европским првенствима у дворани представљао је један атлетичар који се такмичио у 2 дисциплине.
На овом првенству Данска није освојила ниједну медаљу.
У табели успешности према броју и пласману такмичара који су учествовали у финалним такмичењима (првих 8 такмичара) Данска није имала финалисту, па су она и Турска биле једине земље без бодова по овом основу, од 23 земље учеснице.

## Учесници
Мушкарци
| Бр. | Дисциплина  | Мушкарци       | Жене | Укупно |
| --- | ----------- | -------------- | ---- | ------ |
| 1.  | Скок мотком | Јеспер Теринг  |      | 1      |
| 2.  | Скок удаљ   | Јеспер Теринг* |      | 1      |
|     | Укупно (2)  | 1              | 0    | 1      |

- Звездица уз име такмичара означава де је учествовао у више дисциплина.

## Резултати

### Мушкарци
| Атлетичар     | Дисциплина  | Лични рекорд | Финале   | Финале        | Детаљи |
| Атлетичар     | Дисциплина  | Лични рекорд | Резултат | Место         | Детаљи |
| ------------- | ----------- | ------------ | -------- | ------------- | ------ |
| Јеспер Теринг | скок мотком |              | 4,40     | 15. / 15 (16) |        |
| Јеспер Теринг | скок удаљ   |              | 7,46     | 14. / 17      |        |

## Биланс медаља Данске после 2. Европског првенства у дворани 1970—1971.
|                                              | Земља                                        |                                              |                                              |                                              |                                              |                                              |
| Данска није освајала медаље на ЕП у дворани. | Данска није освајала медаље на ЕП у дворани. | Данска није освајала медаље на ЕП у дворани. | Данска није освајала медаље на ЕП у дворани. | Данска није освајала медаље на ЕП у дворани. | Данска није освајала медаље на ЕП у дворани. | Данска није освајала медаље на ЕП у дворани. |
| -------------------------------------------- | -------------------------------------------- | -------------------------------------------- | -------------------------------------------- | -------------------------------------------- | -------------------------------------------- | -------------------------------------------- |

|                                        | Атлетичар                              | Земља                                  |                                        |                                        |                                        |                                        |
| Није било вишеструких освајача медаља. | Није било вишеструких освајача медаља. | Није било вишеструких освајача медаља. | Није било вишеструких освајача медаља. | Није било вишеструких освајача медаља. | Није било вишеструких освајача медаља. | Није било вишеструких освајача медаља. |
| -------------------------------------- | -------------------------------------- | -------------------------------------- | -------------------------------------- | -------------------------------------- | -------------------------------------- | -------------------------------------- |